# Nanomysis siamensis
Nanomysis siamensis är en kräftdjursart som beskrevs av W. M. Tattersall 1921. Nanomysis siamensis ingår i släktet Nanomysis och familjen Mysidae. Inga underarter finns listade i Catalogue of Life.